# 레만 불연속면

지구의 내부구조

레만 불연속면은 지구의 내핵과 외핵 사이의 불연속면을 말한다. 줄여서 레만면이라고도 한다. 핵은 지진계가 발달함에 따라 두 부분으로 구성되어 있음이 밝혀졌다.

## 발견
1936년 덴마크의 지진학자 잉에 레만에 의해 발견되었다. 레만은 뉴질랜드의 지방 근처에서 발생한 지진 기록을 분석하여 암영대 내의 110도 부근에 약한 P파가 도달하는 것을 발견하여 깊이 5100 km 부근에 불연속면이 존재함을 주장하였다. 이것을 근거로 핵은 액체 상태인 외핵과 고체상태의 내핵의 두부분으로 구성되어 있으며, 이들 P파는 내핵의 표면에서 반사되었거나 굴절되어 온 것으로 설명하였다. 레만의 주장에 따르면 내핵의 반경은 1400 km인데, 이는 현대의 계측값인 1221 km에서 크게 벗어나지 않는다.
이후 발견자의 이름을 따라 레만 불연속면이라 불려왔으나, 현대 영어권에서는 레만이 발견한 맨틀 내부의 다른 지점을 가리키는 용어로 더 많이 사용된다.